# Wankdorf
O Estádio Wankdorf foi um estádio de futebol localizado em Berna, Suíça. Ali a equipe BSC Young Boys disputava seus jogos.
Inaugurado em 18 de outubro de 1925, ampliou sua capacidade em 1939 e novamente em 1954.

## Copa do Mundo FIFA de 1954
Recebeu cinco jogos da Copa do Mundo de 1954, incluída uma das quartas-de-final entre as seleções da Hungria e Brasil, conhecida como a Batalha de Berna, assim como abrigando a partida final entre Alemanha Ocidental e Hungria, que ficou conhecida, pelos alemães, como Milagre de Berna.
| Data   | 1ª equipe          | Placar | 2ª equipe       | Fase    |
| ------ | ------------------ | ------ | --------------- | ------- |
| 16 jun | Uruguai            | 2–0    | Tchecoslováquia | Grupo 3 |
| 17 jun | Alemanha Ocidental | 4–1    | Turquia         | Grupo 2 |
| 20 jun | Inglaterra         | 2–0    | Suíça           | Grupo 4 |
| 27 jun | Hungria            | 4–2    | Brasil          | Quartas |
| 4 jul  | Alemanha Ocidental | 3–2    | Hungria         | Final   |

Foi palco de duas finais importantes: em 1961, pela então Copa dos Campeões da Europa de 1960-61 entre Benfica e Barcelona, e em 1989 pela então Recopa Européia entre Barcelona e Sampdoria.

## Demolição
Em 1997 foi realizado um plebiscito em Berna e a maioria do eleitorado aprova um novo ordenamento na área, permitindo a construção de um novo estádio. Em 3 de agosto de 2001 o Wankdorf é demolido para dar lugar ao atual Stade de Suisse.